# Danyło Sahutkin
Danyło Wałerijowycz Sahutkin, ukr. Данило Валерійович Сагуткін (ur. 19 kwietnia 1996 w Sewastopolu) – ukraiński piłkarz, grający na pozycji obrońcy.

## Kariera piłkarska

### Kariera klubowa
Wychowanek Szkoły Sportowej Rezerw Olimpijskich nr 5 w Sewastopolu oraz Wyższej Szkoły Sportowej w Kijowie, barwy których bronił w juniorskich mistrzostwach Ukrainy (DJuFL). 26 marca 2014 roku rozpoczął karierę piłkarską w juniorskiej drużynie Szachtar Donieck U-19, potem grał w trzeciej i młodzieżowej drużynie. 15 czerwca 2018 został wypożyczony do Arsenału Kijów. 4 lipca 2019 przeniósł się do Jeniseju Krasnojarsk na zasadach wypożyczenia. 15 stycznia 2010 przeniósł się do FK Mariupol.

### Kariera reprezentacyjna
W latach 2015–2016 występował w młodzieżowej reprezentacji Ukrainy.